# Carola Schouten

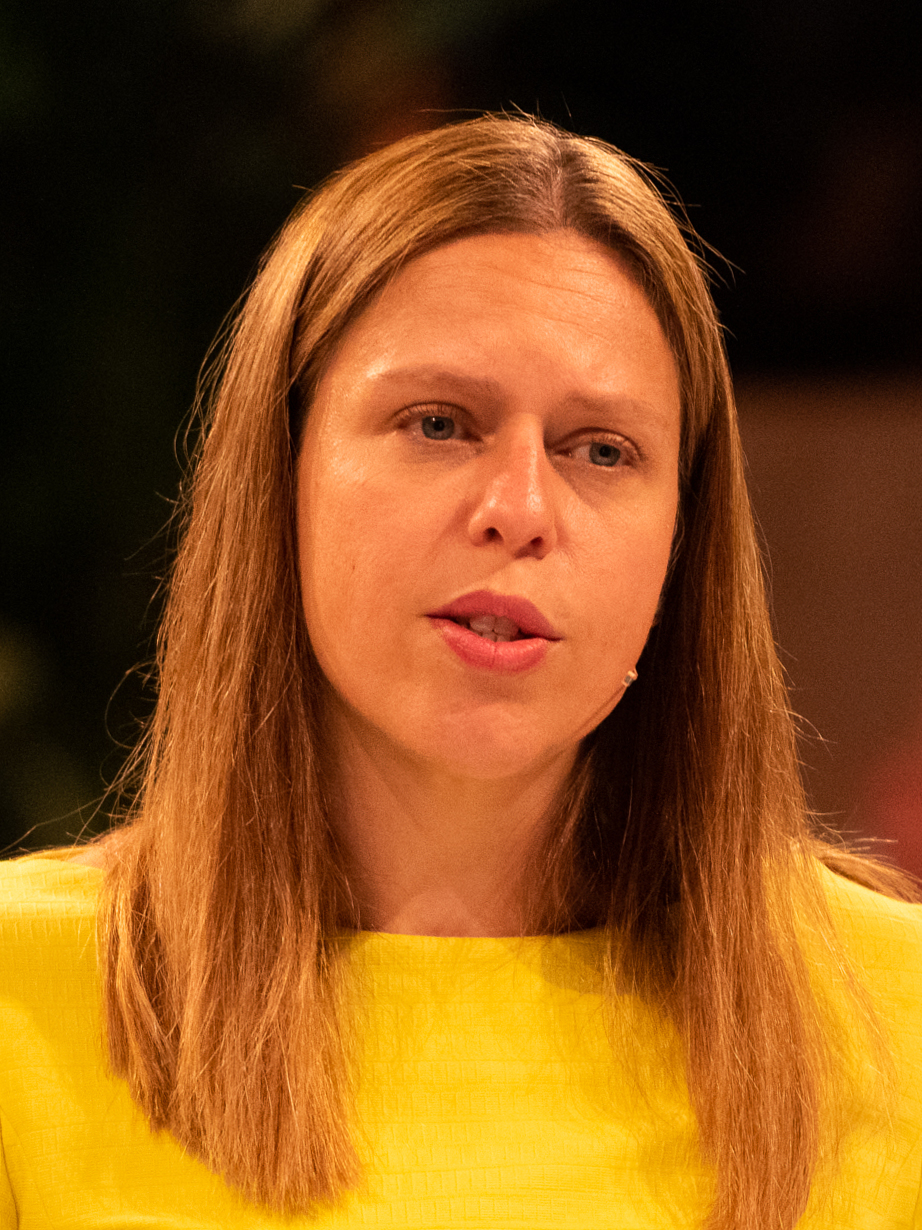
Carola Schouten (2019)

Cornelia Johanna „Carola“ Schouten (* 6. Oktober 1977 in ’s-Hertogenbosch) ist eine niederländische Politikerin der ChristenUnie.

## Leben
Sie wuchs in Giessen in der Provinz Nordbrabant auf und besuchte von 1989 bis 1995 das Altena College in Sleeuwijk. Sie studierte Betriebswirtschaftslehre an der Erasmus-Universität Rotterdam und begann gleichzeitig ihre politische Laufbahn im Jahr 2000 beim Ministerium für Soziales und Arbeit, unter anderem als Referentin für Arbeit und Einkommen. Ende 2006 wurde Schouten Referentin der ChristenUnie-Fraktion in der Zweiten Kammer. Sie war als Politikkoordinatorin tätig und für den Bereich Finanzen und Soziales verantwortlich.
Am 18. Mai 2011 wurde sie für die ChristenUnie Mitglied der Zweiten Kammer. Als Mitglied der ChristenUnie-Fraktion war sie unter anderem für Wirtschaft und Finanzen, Soziales, Beschäftigung und Renten, Hochschulen und Wohnungswesen zuständig.
Am 26. Oktober 2017 wurde Schouten zur Ministerin für Landwirtschaft, Natur und Lebensmittelqualität sowie zur stellvertretenden Ministerpräsidentin im dritten Kabinett Rutte ernannt. Im Kabinett Rutte IV war sie vom 10. Januar 2022 bis zum 2. Juli 2024 erneut stellvertretende Ministerpräsidentin sowie Ministerin für Armutspolitik, Partizipation und Altersvorsorge.
Seit dem 10. Oktober 2024 hat sie das Amt als Bürgermeisterin der Gemeinde Rotterdam inne.

## Privates
Schouten ist ledig und hat einen Sohn. Sie lebt in Rotterdam und ist Mitglied der Reformierten Kirchen in den Niederlanden (befreit).